# NGC 88
NGC 88 este o galaxie spirală barată situată în constelația Phoenix. Această galaxie interacționează cu galaxiile NGC 89, NGC 87 și NGC 92. A fost descoperită de către John Herschel în 30 septembrie 1834. Unele surse consideră faptul că NGC 88 este o galaxie spirală, iar alte surse consideră faptul că este o galaxie lenticulară.